# 위트레흐트주

위트레흐트 주의 위치

위트레흐트주(네덜란드어: Utrecht)는 네덜란드 중부에 위치한 주로 주도는 위트레흐트이며 면적은 1,386km2, 수역 면적은 63km2, 인구는 1,253,672명(2014년 기준), 인구 밀도는 900명/km2이다.
북쪽으로는 노르트홀란트주와 플레볼란트주, 서쪽과 남서쪽으로는 자위트홀란트주, 동쪽과 남동쪽으로는 헬데를란트주와 접한다. 26개 지방 자치체를 관할한다.

주기
주 문장